# Alexandria (Minnesota)
Alexandria è una città degli Stati Uniti d'America, capoluogo della Contea di Douglas, dello Stato del Minnesota. La città fu fondata nel 1858 e nel censimento del 2008 contava 12 415 abitanti.